# Bremgarten
Bremgarten (schweizertyska: Brämgarte) är en mindre stad och kommun i kantonen Aargau, Schweiz. Den är huvudort i distriktet med samma namn. Kommunen har 8 834 invånare (2023).
I kommunen finns även orten Hermetschwil-Staffeln som tidigare var en självständig kommun. Den inkorporerades in i Bremgarten den 1 januari 2014.
Kommunens ledning beslutade 2013 om ett förbud för asylsökande från ett asylboende i staden att vistas på vissa av kommunens allmänna platser. Asylboendet avvecklades 2017.